# 수륙재
수륙재(水陸齋)는 연등회의 하나로, 물과 육지에서 헤매는 외로운 영혼과 아귀(餓鬼)를 달래며 위로하기 위해 불법을 강설하고 음식을 베푸는 정치적인 격변기에 생성된 불교의례이다. 유교를 표방한 조선에서 설행이 공인된 유일한 불교의례였다.

## 수륙재의 성격

### 조선 시대에 정형화된 불교 행사
조선에 들어와서는 고려적인 잔재를 말살하고 유교적인 이념을 내세우려고 노력하였다. 그리하여 정월 15일에 열리던 연등회를 태종 14년(1414)부터는 수륙재라고 하였다. 앞서 태조는 수륙의 만령(萬靈)을 천도공양하기 위하여 매년 2월·10월에 재를 열었다.
이것은 이태조의 불교 정책이 은근히 비친 것이라 할 수 있는데, 신라·고려에 있던 연등팔관회 의식을 교묘히 수륙이란 이름으로 전용·거행한 것이다. 그러나 태종은 2월·10월의 행사를 정월 15일로 확정한 것이다.

### 무주고혼의 위령
수륙재를 행하는 절차는 알 수 없으나 태조 6년 정월 진관사(津寬寺)에 시설된 것을 보면 상·중·하의 단을 설치하고 상단은 제불(諸佛), 중단은 승(僧), 하단에는 선왕(先王)·선후(先後)의 영위(靈位)를 모시고 재를 지낸다. 이 의식을 올리는 목적은 죽은 뒤에 윤회의 보를 받아 고해에 떠돌아다니는 영혼들을 불보살(佛菩薩)의 큰 자비에 의지하여 성불케 하는 데에 있다. 항상 수륙재를 베풀면 반승이 따르며, 또한 이러한 의식을 드림으로써 조종(祖宗)의 명복을 비는 동시에 무주고혼을 위령하는 국가안일을 위한 행사이다. 그리하여 진관사가 상설 수륙도장으로서 국행(國行)수륙을 도맡는 수륙사(水陸社)로 되었다. 이 수륙의식은 다시 국행추천의식(國行追薦儀式)과 병행하게 되어 칠재(七齋)행사가 성행하였다.

## 국행 수륙대제
진관사 수륙제는 현재 국가무형문화재이다.
진관사 수륙대제는 조선시대에 3대 수륙대재로 인정을 받았었고, 1430년 세종12년에 지어진 무위사에서 2018년부터 국가무형문화재 미지정인 수륙재를 봉행해 오고 있다. 무위사 수륙재를 세종때부터 행하였다는 역사적 근거는 있다.
1494년 연산군 즉위년에 성종이 상을 당해 대비가 수륙재를 설재하자 대간 김일손을 비롯한 사림파들은 숭유배불의 입장에서 이를 반대하는 글을 올린다. 1515년 중종 10년에는 유생들의 강력한 요구로 수륙재가 금지된다. 이후 민간을 통해서만 전승되어 오늘날까지 전승되고 있다. 1606년 선조 39년엔 왕이 시주가 되어 창의문 밖에서 수륙재를 연다.
1790년 정조 14년에는 용주사를 창건한다. 조선 정조 14년 용주사에서 열린 무차회가 조선 후기 공식적인 기록을 갖는 유일한 국행수륙재이다.